# Onnens FR
| FR ist das Kürzel für den Kanton Freiburg in der Schweiz. Es wird verwendet, um Verwechslungen mit anderen Einträgen des Namens Onnens zu vermeiden. |

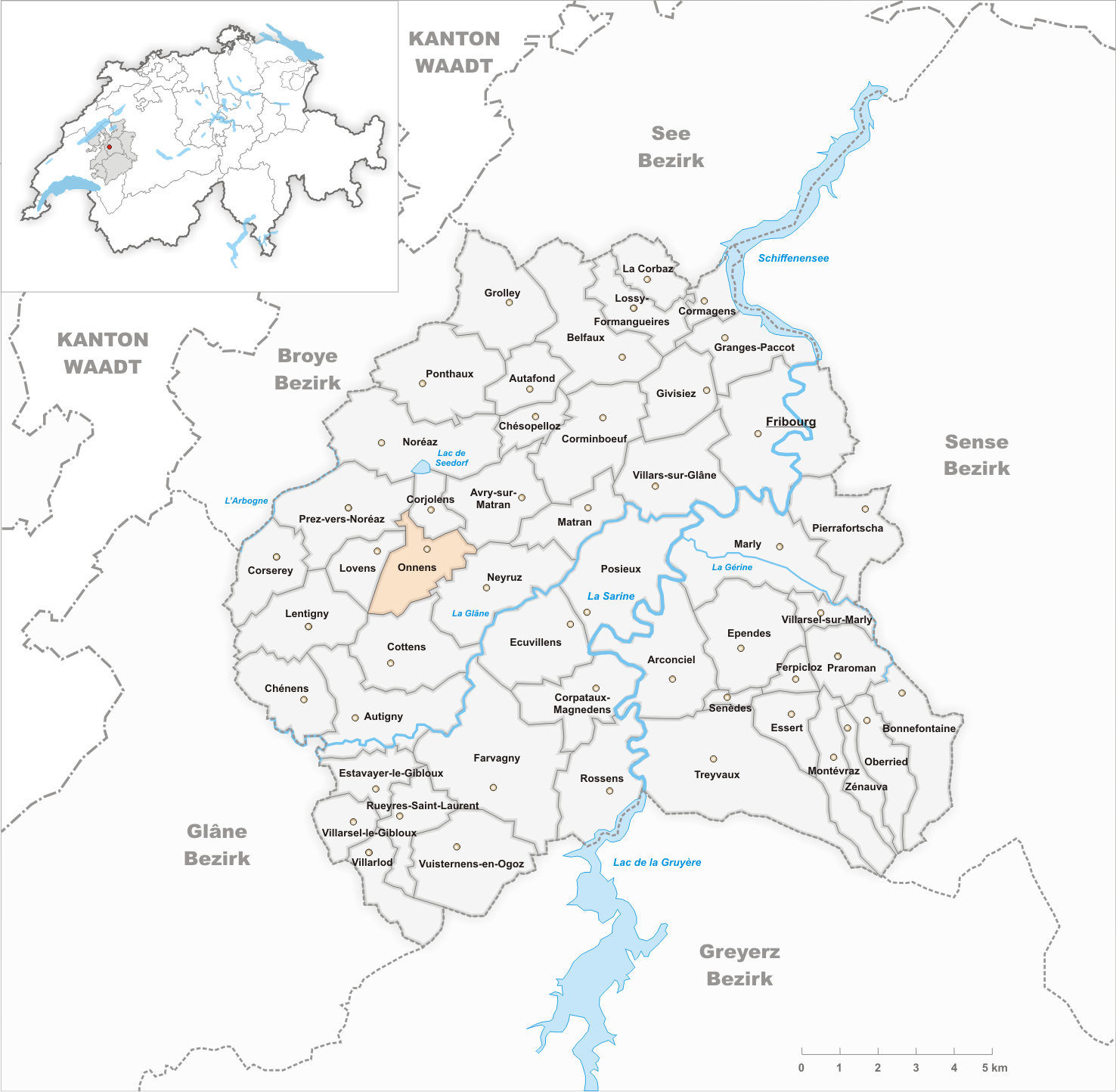
Gemeindestand vor der Fusion am 1. Januar 2001

Onnens (FR) (Freiburger Patois Ouninⓘ) ist eine Ortschaft und früher selbständige politische Gemeinde im District de la Sarine (deutsch: Saanebezirk) des Kantons Freiburg in der Schweiz. Die früheren deutschen Ortsnamen Onning und Onningen werden heute nicht mehr verwendet. Am 1. Januar 2001 fusionierte Onnens mit Lentigny und Lovens zur neuen Gemeinde La Brillaz.

## Geographie
Onnens liegt auf 719 m ü. M., zehn Kilometer westsüdwestlich der Kantonshauptstadt Freiburg (Luftlinie). Das Bauerndorf erstreckt sich an aussichtsreicher Lage auf der Ostabdachung des Höhenrückens La Brillaz, nördlich des Tälchens der Bagne, im Molassehügelland des Freiburger Mittellandes nördlich des Glânetals. Die ehemalige Gemeindefläche betrug rund 3,6 km². Das Gebiet reichte vom leicht gewellten Hochplateau mit den Wäldern Les Boennes und Les Possessions nordwärts über das Quellgebiet und das Tälchen der Bagne auf den Höhenrücken La Brillaz (bis 760 m ü. M.) und in den Wald La Buchille an dessen Nordhang.

## Bevölkerung
Mit 478 Einwohnern (2000) zählte Onnens vor der Fusion zu den kleinen Gemeinden des Kantons Freiburg. Zu Onnens gehören einige Einzelhöfe.
Einwohnerzahlen: Volkszählungsdaten

## Wirtschaft
Onnens war bis in die zweite Hälfte des 20. Jahrhunderts ein vorwiegend durch die Landwirtschaft geprägtes Dorf. Noch heute haben der Ackerbau, der Obstbau, die Milchwirtschaft und die Viehzucht einen wichtigen Stellenwert in der Erwerbsstruktur der Bevölkerung. Weitere Arbeitsplätze sind im lokalen Kleingewerbe und im Dienstleistungssektor vorhanden, unter anderem in Betrieben des Baugewerbes und in einer Weinkellerei. In den letzten Jahrzehnten hat sich das Dorf dank seiner attraktiven Lage auch zu einer Wohngemeinde entwickelt. Viele Erwerbstätige sind deshalb Wegpendler, die hauptsächlich in der Region Freiburg arbeiten.

## Verkehr
Das Dorf liegt abseits der grösseren Durchgangsstrassen an einer Verbindungsstrasse von Chénens nach Avry. Durch die Buslinie der Transports publics Fribourgeois, die von Avry bzw. dem SBB-Bahnhof Rosé nach Chénens führt, ist Onnens an das Netz des öffentlichen Verkehrs angebunden.

## Geschichte
Die erste urkundliche Erwähnung des Ortes erfolgte 1137 unter dem Namen Unens. Später erschienen die Bezeichnungen Uneins (1228) und Onens (1578). Die deutsche Version Onningen ist von 1755 überliefert. Der Ortsname geht auf die Personennamen Una oder Oni zurück und bedeutet mit dem Suffix -ens so viel wie bei den Leuten des Una/Oni.
Onnens gehörte im Mittelalter zur Herrschaft Montagny. Durch Kauf kam das Dorf 1442 unter die Herrschaft von Freiburg und wurde der Alten Landschaft (Neustadtpanner) zugeordnet. Nach dem Zusammenbruch des Ancien Régime (1798) gehörte Onnens während der Helvetik und der darauf folgenden Zeit zum Bezirk Freiburg, bevor es 1848 mit der neuen Kantonsverfassung in den Saanebezirk eingegliedert wurde.
Im Rahmen der vom Kanton Freiburg seit 2000 geförderten Gemeindefusionen entschieden sich die Bewohner von Onnens, Lentigny und Lovens für ein Zusammengehen ihrer Gemeinden. Mit Wirkung auf den 1. Januar 2001 wurde deshalb die neue Gemeinde La Brillaz gebildet.

## Sehenswürdigkeiten
Die Pfarrkirche von Lentigny stammt in ihrer heutigen Gestalt aus dem 19. Jahrhundert. Onnens besitzt zwei Landsitze, die im späten 18. Jahrhundert errichtet wurden: das Château d'en haut (auch Château de Weck genannt), das heute die Primarschule beherbergt, und das Château d'en bas (auch Château d'Affry genannt).